# Paolo Barison
Paolo Barison (Vittorio Veneto, 23 giugno 1936 – Andora, 17 aprile 1979) è stato un calciatore italiano, di ruolo ala sinistra.

## Biografia
Alla fine degli anni sessanta Barison fu protagonista, suo malgrado, di una sfortunata traversìa famigliare che ebbe una vasta eco sulla stampa scandalistica. Infatti il suo compagno di squadra José Altafini (all'epoca già sposato con una ragazza brasiliana) si era innamorato di Annamaria Galli, moglie di Barison. La donna, madre dei suoi tre figli, andò poi a vivere con Altafini lasciando il marito. Lo scandalo generato da questa situazione, considerati anche i tempi in cui accadde, fu enorme. Altafini e Galli convolarono poi a nozze nel maggio 1973.
Barison morì la mattina di martedì 17 aprile 1979 sull'Autostrada dei Fiori nei pressi di Andora, nel Savonese, a seguito dello scontro della vettura su cui viaggiava con un autoarticolato che aveva sbandato e sfondato il guardrail finendo nella carreggiata opposta. Stava tornando a Torino sulla Fiat 130 Coupé dell'allenatore Gigi Radice, che riportò gravi ferite ma riuscì a salvarsi. Nello scontro fra le auto travolte dall'automezzo morì anche l'avvocato Enrico Elia, padre della showgirl Antonella.
È sepolto nel cimitero Parco di Torino. Lo stadio Comunale di Vittorio Veneto è intitolato alla sua memoria.

## Caratteristiche tecniche
Era un'ala sinistra, che eccelleva in elevazione sotto rete. Potente, coraggioso e dotato del senso del gol, era soprannominato "Bisonte" per l'irruenza che dimostrava nelle azioni nell'area di rigore e nei contrasti con i difensori avversari.

## Carriera

### Giocatore

#### Club

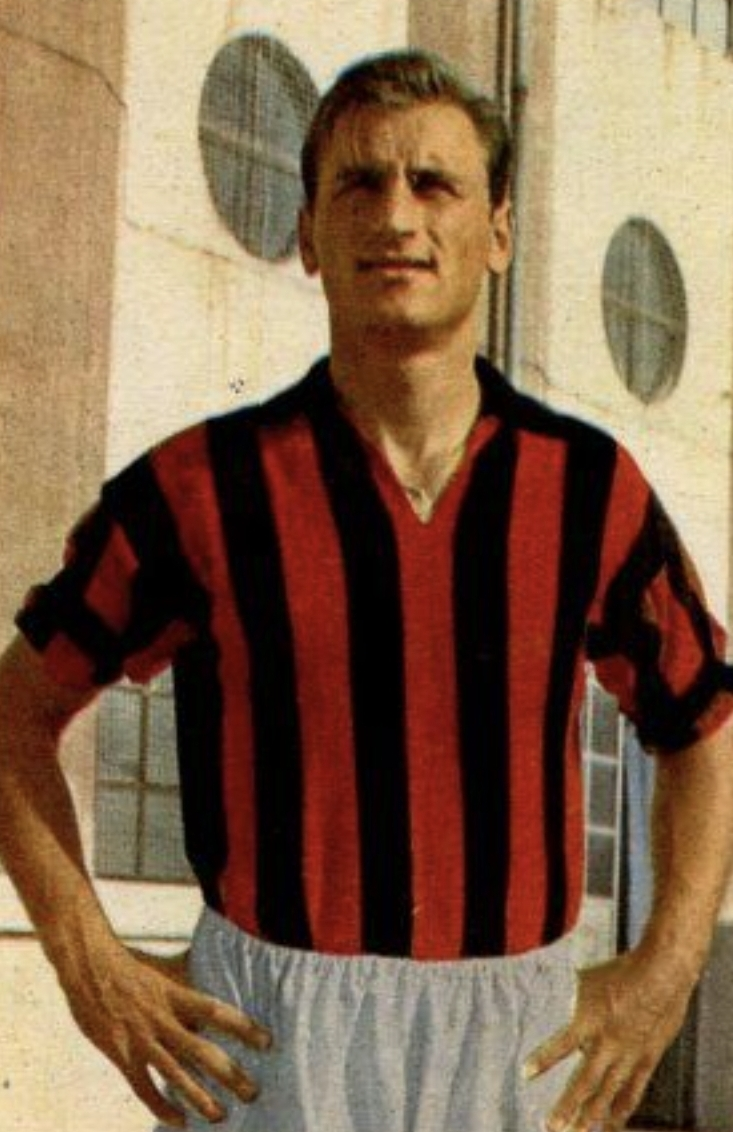
Paolo Barison con la maglia del Milan

Diede i suoi primi calci nel Vittorio Veneto e poi nel Venezia, appena diciottenne, segnando 9 reti in Serie C (contribuendo alla promozione in B) e 11 l'anno successivo nella serie cadetta.
Passò al Genoa nel 1957 mettendosi subito in luce e realizzando ben 30 reti nei 3 campionati disputati in Serie A.
Alla fine del suo terzo anno a Genova, il club rossoblu retrocesse fra i cadetti in virtù di una sentenza della CAF per uno scandalo riguardante un tentativo di “aggiustare” una partita. Barison allora passò al Milan col quale, pur giocando in modo discontinuo, vinse lo scudetto del 1961-62 (insieme ai compagni di squadra Luigi Radice, Giovanni Trapattoni, José Altafini e Gianni Rivera) e la successiva Coppa dei Campioni, di cui fu protagonista siglando 6 reti in 7 partite, venendo però escluso dalla finale, a causa di una scelta tecnica di Gipo Viani che preferì un approccio difensivo alla partita. In tre stagioni con la maglia rossonera segnò complessivamente 23 gol in 69 partite ufficiali.
Trasferitosi alla Sampdoria, nel campionato di Serie A 1963-1964 giocò 24 partite segnando 13 gol. L'anno successivo, in campionato, giocò 33 partite segnando 6 reti, più una partita in coppa Italia; quindi, dopo due buone stagioni in maglia blucerchiata, si trasferì per due anni alla Roma, indossando la maglia numero 11 e segnando 13 reti. Per le successive tre stagioni giocò a Napoli, dov'era approdato nel 1967 (55 gare e 7 reti). Fu poi in Serie B nelle file della Ternana nel 1970-1971 segnando 10 gol in 31 partite, per passare al Bellaria del suo vecchio compagno di squadra Gastone Bean l'anno successivo, dove realizzò 17 reti in 31 incontri, e chiudere la carriera agonistica, dopo una breve esperienza oltreoceano nella NASL con la formazione canadese dei Toronto Metros, nel Levante Genova, in Serie D.
Il Genoa lo ha inserito nella sua Hall of Fame.

#### Nazionale
Barison vestì anche 9 volte la maglia della Nazionale, in particolare durante il suo biennio romano, partecipando ai Mondiali del 1966, durante i quali segnò l'ultimo dei suoi 6 gol azzurri.

### Dopo il ritiro
Ritiratosi dall'attività sportiva aveva cominciato la carriera nella FIGC, facendo in contemporanea anche l'osservatore tecnico per conto del Torino allenato allora dall'amico Luigi Radice. Guidò per cinque incontri il Milan, sostituendo nel giugno del 1976 Giovanni Trapattoni alla guida del club meneghino.

## Statistiche

### Cronologia presenze e reti in nazionale
| Cronologia completa delle presenze e delle reti in nazionale ― Italia | Cronologia completa delle presenze e delle reti in nazionale ― Italia | Cronologia completa delle presenze e delle reti in nazionale ― Italia | Cronologia completa delle presenze e delle reti in nazionale ― Italia | Cronologia completa delle presenze e delle reti in nazionale ― Italia | Cronologia completa delle presenze e delle reti in nazionale ― Italia | Cronologia completa delle presenze e delle reti in nazionale ― Italia | Cronologia completa delle presenze e delle reti in nazionale ― Italia |
| Data                                                                  | Città                                                                 | In casa                                                               | Risultato                                                             | Ospiti                                                                | Competizione                                                          | Reti                                                                  | Note                                                                  |
| --------------------------------------------------------------------- | --------------------------------------------------------------------- | --------------------------------------------------------------------- | --------------------------------------------------------------------- | --------------------------------------------------------------------- | --------------------------------------------------------------------- | --------------------------------------------------------------------- | --------------------------------------------------------------------- |
| 28-2-1959                                                             | Roma                                                                  | Italia                                                                | 1 – 1                                                                 | Spagna                                                                | Amichevole                                                            | -                                                                     |                                                                       |
| 1-5-1965                                                              | Firenze                                                               | Italia                                                                | 4 – 1                                                                 | Galles                                                                | Amichevole                                                            | 1                                                                     |                                                                       |
| 1-11-1965                                                             | Roma                                                                  | Italia                                                                | 6 – 1                                                                 | Polonia                                                               | Qual. Mondiali 1966                                                   | 3                                                                     |                                                                       |
| 9-11-1965                                                             | Glasgow                                                               | Scozia                                                                | 1 – 0                                                                 | Italia                                                                | Qual. Mondiali 1966                                                   | -                                                                     |                                                                       |
| 14-6-1966                                                             | Bologna                                                               | Italia                                                                | 6 – 1                                                                 | Bulgaria                                                              | Amichevole                                                            | 1                                                                     | 60’                                                                   |
| 18-6-1966                                                             | Milano                                                                | Italia                                                                | 1 – 0                                                                 | Austria                                                               | Amichevole                                                            | -                                                                     |                                                                       |
| 29-6-1966                                                             | Firenze                                                               | Italia                                                                | 5 – 0                                                                 | Messico                                                               | Amichevole                                                            | -                                                                     | 46’                                                                   |
| 13-7-1966                                                             | Sunderland                                                            | Italia                                                                | 2 – 0                                                                 | Cile                                                                  | Mondiali 1966 - Prima fase                                            | 1                                                                     |                                                                       |
| 19-7-1966                                                             | Middlesbrough                                                         | Corea del Nord                                                        | 1 – 0                                                                 | Italia                                                                | Mondiali 1966 - Prima fase                                            | -                                                                     |                                                                       |
| Totale                                                                |                                                                       | Presenze                                                              | 9                                                                     |                                                                       | Reti                                                                  | 6                                                                     |                                                                       |

## Palmarès

### Club

#### Competizioni nazionali
- Serie C: 1

Venezia: 1955-1956
- Campionato italiano: 1

Milan: 1961-1962

#### Competizioni internazionali
- Coppa dei Campioni: 1

Milan: 1962-1963